# Andropogon perdignus
Andropogon perdignus är en gräsart som beskrevs av Sohns. Andropogon perdignus ingår i släktet Andropogon och familjen gräs.
Artens utbredningsområde är Venezuela. Inga underarter finns listade i Catalogue of Life.